# 野田仁
野田 仁（のだ ひとし、1957年5月13日 -）は、日本の外交官。ロンドン総領事、香港総領事等を経て、2015年から駐エクアドル特命全権大使、2018年から駐ルーマニア特命全権大使。2021年より大阪成蹊大学客員教授。

## 人物・経歴
北海道出身。1980年東京大学教養学部卒業、外務省入省。在マレーシア日本国大使館参事官、在イスラエル日本国大使館参事官、内閣官房内閣審議官、在英国日本国大使館特命全権公使兼ロンドン総領事等を経て、2013年香港総領事。2015年駐エクアドル特命全権大使。2016年には国際ラテンアメリカ情報高等教育センター（CIESPAL）講堂にて開催された青年海外協力隊事業50周年・エクアドルへの派遣25周年記念式典に来賓として参加し祝辞を述べた。2018年駐ルーマニア特命全権大使。2020年退官。
2021年より、大阪成蹊大学客員教授。

## 同期入省
- 末松義規（12年内閣府副大臣・96年衆議院議員）
- 石井正文（17年インドネシア大使・13年国際法局長）
- 大村昌弘（17年フィジー大使）
- 川村裕（20年ノルウェー大使・18沖縄大使・14年コートジボワール大使）
- 越川和彦（16年JICA副理事長・14年スペイン大使・12年官房長）
- 鈴鹿光次（16年アフガニスタン大使）
- 鈴木康久（18年ニカラグア大使・16年レオン総領事）
- 山田文比古（08年東京外国語大学教授）
- 片上慶一（17年イタリア大使・16年外務審議官（経済担当））
- 北野充（14年ウィーン代表部大使・12年軍縮不拡散・科学部長・19年アイルランド大使）
- 石川和秀（14年フィリピン大使・12年南部アジア部長）
- 藤原聖也（14年アルジェリア大使）
- 山崎純（18年シンガポール大使・15年スウェーデン大使・14年儀典長）
- 渡邉正人（17年ブルガリア大使・15年バングラデシュ大使）
- 堀之内秀久（19年オランダ大使・16年カンボジア大使・14年ロサンゼルス総領事）
- 髙橋礼一郎（18年オーストラリア大使・15年ニューヨーク総領事・11年アフガニスタン大使）
- 葉室和親（12年トンガ大使）
- 井出敬二（17年北極担当大使・13年クロアチア大使）
- 小原雅博（15年東京大学法学部教授・13年上海総領事）
- 須永和男（19年カタール大使・16年ASEAN大使）
- 姫野勉（17年ガーナ大使）
- 平石好伸（17年チリ大使・14年ジンバブエ大使）
- 水谷章（19年オーストリア大使・17年立命館アジア太平洋大学教授）
- 齊藤貢（18年イラン大使・15年オマーン大使）